# Vivian Blaine

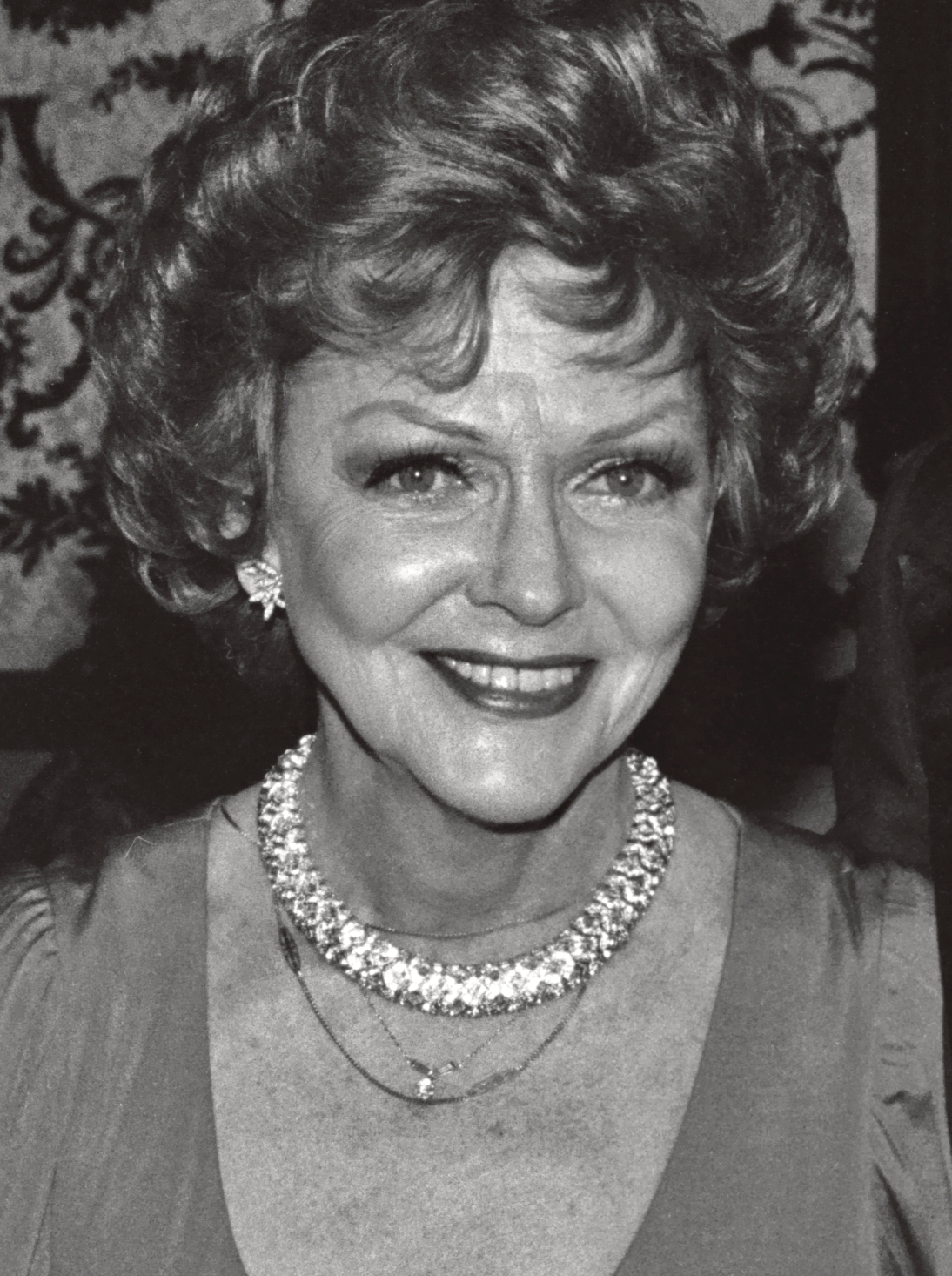
Vivian Blaine auf der National Film Society Convention, Mai 1979 (Foto: Alan Light)

Vivian Blaine (* 21. November 1921 in Newark, New Jersey als Vivian Stapleton; † 9. Dezember 1995 in New York City, New York) war eine US-amerikanische Schauspielerin und Sängerin. Bekanntheit erlangte sie durch ihre Rolle der Miss Adelaide in der Uraufführung des Musicals Guys and Dolls sowie dessen Filmadaption Schwere Jungs – leichte Mädchen.

## Leben
Vivian Stapleton wurde 1921 als Tochter des Versicherungsagenten Leo Stapleton und Wilhelmina Tepley geboren. Ihre ersten Auftritte auf lokalen Bühnen absolvierte sie 1934, ehe sie ab 1937 als Sängerin und Tänzerin in verschiedenen Nachtclubs wie dem Copacabana in New York auftrat. Zur selben Zeit entstand Stapletons Künstlername Vivian Blaine. 1942 erhielt Blaine durch ihren Agenten Manny Franks einen Vertrag bei 20th Century Fox. Zu ihren ersten größeren Filmauftritten zählt die Komödie Die Wunderpille mit Laurel und Hardy in der Hauptrolle.
1945 spielte sie die Rolle der Emily Edwards im Musikfilm Jahrmarkt der Liebe an der Seite von Jeanne Crain und Dana Andrews. Da Blaine über Erfahrung als Sängerin verfügte durfte sie ihre Lieder selbst singen, während alle anderen Darsteller (mit Ausnahme von Dick Haymes) wie damals üblich von professionellen Sängern synchronisiert wurden. Der von ihr im Film gesungene und später bei Decca Records veröffentlichte Titel That’s for Me hielt sich vier Wochen in den Charts des Billboard-Magazine und erreichte dort Platz sechs. Dies geschah trotz eines Verbots des Filmstudios, das den Darstellern die Veröffentlichung von Gesangsaufnahmen untersagte. In ihrer gesamten Laufbahn war Blaine in insgesamt 20 Filmproduktionen zu sehen.
Neben ihrer Karriere als Filmschauspielerin war Blaine auch am New Yorker Broadway zu sehen. Ihre bekannteste Rolle spielte sie 1950 als Miss Adelaide in der Originalbesetzung des Musicals Guys and Dolls, von dem mit dieser Besetzung im selben Jahr auch ein Album veröffentlicht wurde. Dieselbe Rolle übernahm sie 1956 in der Leinwandverfilmung Schwere Jungs – leichte Mädchen an der Seite von Stars wie Marlon Brando, Frank Sinatra und Jean Simmons. Zu Blaines weiteren Auftritten am Broadway gehören Rollen in Sorbas oder Gypsy.
Ab den 1950ern war Blaine als Stargast in verschiedenen Fernsehserien wie Fantasy Island, Mord ist ihr Hobby und Love Boat zu sehen. Ihre letzten Filmrollen hatte sie 1982 als Miss Daley im Science-Fiction-Horrorfilm Der Killerparasit sowie 1983 im Thriller I’m Going to Be Famous, ehe sie ihre Schauspielkarriere 1985 beendete.
Vivian Blaine war dreimal verheiratet. Ihre erste Ehe mit Manny Franks wurde 1956 geschieden, ihre 1959 geschlossene Ehe mit Milton Rackmil dauerte bis zur Scheidung 1961 an. Zuletzt war sie ab 1973 mit Stuart Clark verheiratet. Blaine starb am 9. Dezember 1995 in New York im Alter von 74 Jahren an einer Herzinsuffizienz. Ihr Grab befindet sich auf dem Kensico Cemetery in Valhalla.

## Filmografie (Auswahl)
- 1942: It Happened in Flatbush
- 1942: Thru Different Eyes
- 1942: Girl Trouble
- 1943: He Hired the Boss
- 1943: Die Wunderpille (Jitterbugs)
- 1944: Greenwich Village
- 1944: Something for the Boys
- 1945: Nob Hill
- 1945: Jahrmarkt der Liebe (State Fair)
- 1945: Doll Face
- 1946: If I’m Lucky
- 1946: Three Little Girls in Blue
- 1952: Mädels ahoi (Skirts Ahoy!)
- 1953: Main Street to Broadway
- 1956: Schwere Jungs – leichte Mädchen (Guys and Dolls)
- 1957: Rindvieh Nr. 1 (Public Pigeon No. 1)
- 1972: Richard
- 1978: Fantasy Island (Fernsehserie, eine Folge)
- 1978: Love Boat (The Love Boat; Fernsehserie, eine Folge)
- 1978: Playmate des Monats (Katie: Portrait of a Centerfold) (Fernsehfilm)
- 1979: Vegas (Vega$; Fernsehserie, eine Folge)
- 1979: The Dark
- 1979: CHiPs (Fernsehserie, eine Folge)
- 1979: Hallo Baby! (Sooner or Later) (Fernsehfilm)
- 1982: Der Killerparasit (Parasite)
- 1983: I’m Going to Be Famous
- 1985: Mord ist ihr Hobby (Murder, She Wrote; Fernsehserie, eine Folge)